# Cryptoblepharus boutonii
Cryptoblepharus boutonii (змієокий сцинк Бутона) — вид сцинкоподібних ящірок родини сцинкових (Scincidae). Ендемік Маврикію. Вид названий на честь французько-маврикійського ботаніка Луї Сюльпіса Бутона.

## Поширення і екологія
Змієокі сцинки Бутона зустрічаються в кількох прибережних районах острова Маврикій та на сусідніх острівцях. Вони живуть серед прибережних скель. Живляться комахами, ракоподібними і рибою. Відкладають яйця.

## Збереження
МСОП класифікує стан збереження цього виду як близький до загрозливого. Cryptoblepharus boutonii загрожує хижацтво з боку інтродукованих щурів, мангусів, кішок, сункусів, майн, ящірок і змій.